# Piero Gambacciani
Pietro Gambacciani (Prato, 24 dicembre 1923 – Genova, 13 settembre 2008) è stato un architetto italiano.

## Biografia
Toscano di nascita, ma genovese di adozione, si iscrisse all'università, facoltà di architettura a Firenze nel 1941.
Nel 1943 facendo parte della Milizia universitaria ritenne di aderire alla RSI Repubblica Sociale Italiana.
A Novara, alla caduta della RSI rifiutò di deporre la divisa e di arrendersi motivo per il quale venne portato davanti al plotone d'esecuzione; creduto morto — ma in realtà solo ferito — riuscì a fuggire aiutato dal fratello che combatteva sulla sponda opposta, quella dell'Esercito di Liberazione
Non fu portato davanti al plotone di esecuzione, ma ferito dai partigiani in una piazza di Novara mentre ritornava in caserma dopo aver fatto partire i suoi soldati. Soccorso da un prete fu portato in ospedale dove il primario chirurgo lo operò e salvò; guarito dalle ferite fu amnistiato e tornò con i suoi mezzi a casa. Il fratello faceva parte dell'esercito italiano in Sicilia e tornò a Prato prima di lui in seguito alla liberazione del sud che precedette quella del nord.

## Attività
Dopo essersi laureato in architettura all'Università di Firenze nel 1948, si trasferisce a Genova città nella quale, da allora, ha svolto quasi totalmente la sua attività di progettista. La sua prima grande realizzazione è stata - negli anni sessanta il grattacielo SIP (oggi noto come "Torre San Vincenzo") posto a fianco della stazione Brignole, progettato in collaborazione con il collega Aristo Ciruzzi (sul progetto si espresse in maniera lusinghiera anche Bruno Zevi).
Da allora Gambacciani ha partecipato ai maggiori lavori e progetti eseguiti a Genova dagli anni settanta. È considerato uno degli architetti più influenti che hanno cambiato il volto alla città, anche se con interventi talora molto criticati da parte dell'opinione pubblica.
Fuori Genova, Gambacciani ha realizzato a Savona un progetto di insediamento misto (residenze, alberghi, porticciolo, strutture per la grande distribuzione e per il dettaglio, camera di commercio, attività artigianali, attrezzature sportive, ecc.).

## Realizzazioni
- Abitazioni in corso Italia (in particolare l'edificio del civico 32, innovativo anche per l'uso di materiali non convenzionali) (anni sessanta).
- Torre San Vincenzo (primo grattacielo a struttura portante in acciaio), assieme a Melchiorre Bega e Attilio Viziano (dal 1964 al 1968).
- Ristrutturazione del palazzo Giulio Pallavicini, in Piazza De Ferrari, già sede storica del quotidiano Il Secolo XIX.
- Ristrutturazione di Villa Spinola a Quarto dei Mille, in collaborazione con l'architetto Sergio Polvani.
- Palazzo comunale di Cogoleto.
- Ristrutturazione dell'ex palazzo del seminario di via Porta d'Archi, per destinarlo a sede della biblioteca civica Berio.

### Quartieri di collina
- Progetto per il nuovo quartiere di Begato, sopra Rivarolo. Si tratta della Diga, imponente edificio paragonato alle Vele di Napoli. È stato contestato per la sua forma a barriera che si oppone alla morfologia del territorio, e definito di difficile vivibilità dai punti di vista funzionale, spaziale e della sicurezza per gli abitanti.
- Nel quartiere di Quarto Alto (presso Quarto dei Mille): vari edifici tra cui il grattacielo sulla piazza del complesso.

### Porto antico
- Nell'area del porto antico di Genova adiacente all'area ristrutturata da Renzo Piano,ha progettato nell'area di Ponte Morosini, Ponte Calvi e Calata Salumi tre edifici uno destinato ad albergo, uno a residenza e uno a sedi direzionali, mentre nello specchio acqueo antistante ha progettato il porticciolo turistico della Marina, costruiti dalla società Marina Porto Antico s.p.a.[2].

### Centro direzionale di San Benigno
Ha progettato il piano urbanistico della zona sud del centro direzionale di S.Benigno e gli edifici che lo compongono:
- Grattacielo del World Trade Center comparto 3a
- Grattacielo Shipping comparto 3b
- Complesso Torri piane comparto 4
- Complesso Direzionale Commerciale Residenziale Comparto 2 ancora in esecuzione

### Centro direzionale di Corte Lambruschini

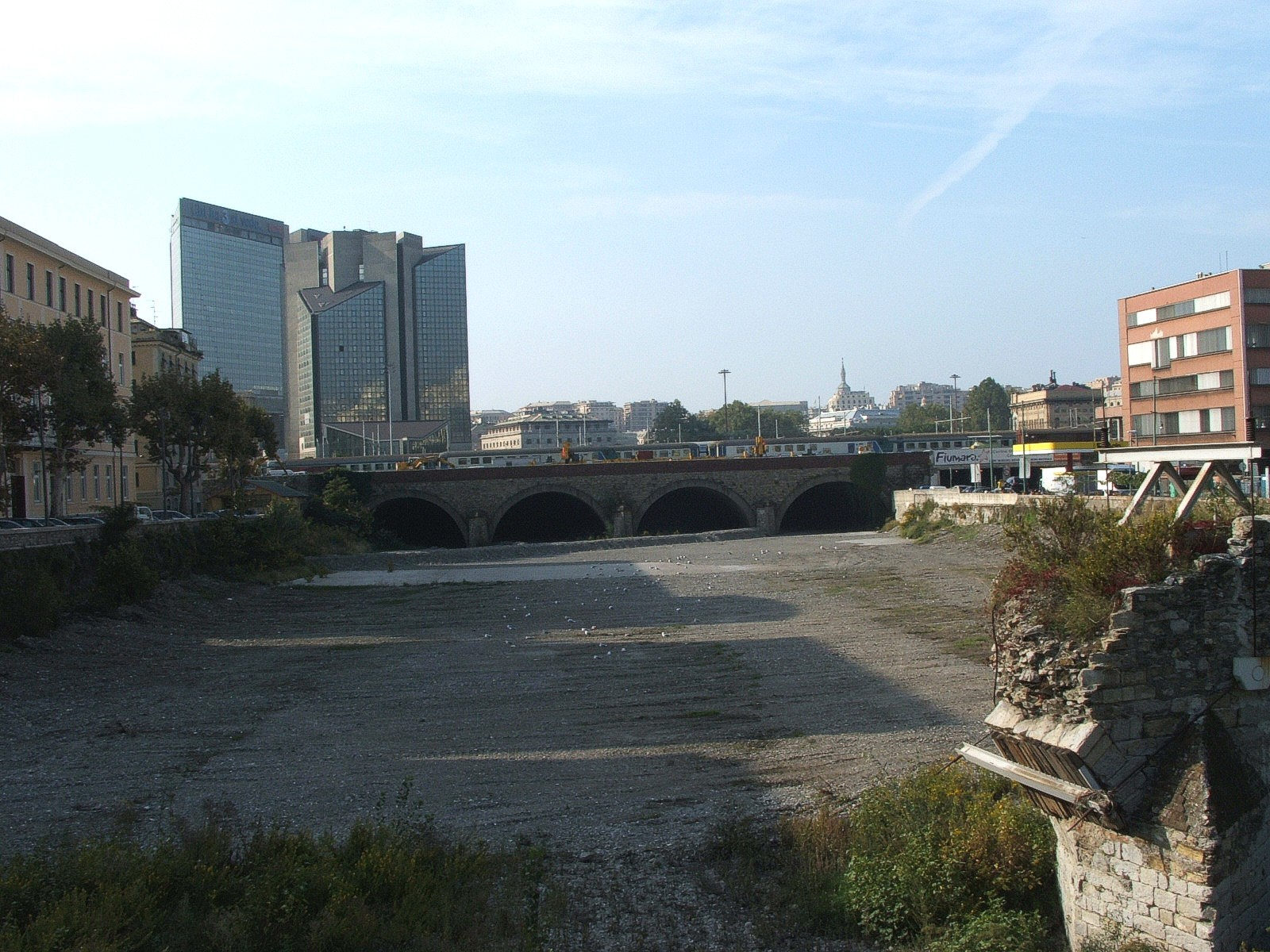
Il letto in secca del torrente Bisagno; sulla sinistra il Complesso di Corte Lambruschini

Ha progettato il piano urbanistico del Complesso di Corte Lambruschini e gli edifici che lo compongono:
- Torri direzionali A e B.
- Progetto preliminare dello Starhotel President, realizzato dall'ing. Marco Dasso e dall'arch. Bruno Gabrielli.
- Teatro della Corte, sede del Teatro Nazionale di Genova.